# Herzog-Christian-August-Gymnasium Sulzbach-Rosenberg
Das Herzog-Christian-August-Gymnasium Sulzbach-Rosenberg (HCA-Gymnasium) ist ein naturwissenschaftlich-technologisches und sprachliches Gymnasium in der Stadt Sulzbach-Rosenberg im Oberpfälzer Landkreis Amberg-Sulzbach. Es ist seit 1985 nach dem Herzog Christian August benannt.

## Geschichte
Bereits 1906 wurde als Vorläufer die Evangelische Höhere Töchterschule in Sulzbach i.d.Oberpfalz gegründet, die 1911 in die Evangelische Höhere Mädchenschule umgewandelt wurde. Zum Schuljahr 1925/26 wurde die Schule in Evangelisches Mädchenlyzeum umbenannt. Die Trägerschaft ging 1933 auf die Stadt Sulzbach über, die Schule hieß nun Städtische sechsklassige Oberschule für Mädchen, nach der Öffnung für Jungen Städtische sechsklassige Oberschule für Jungen und Mädchen. Im Mai 1946 wurde die Schule zur Städtischen Realschule Sulzbach-Rosenberg, welche 1955 zur Städtischen Oberrealschule und nach einem weiteren Trägerwechsel 1957 zur Staatlichen Oberrealschule wurde; aus dieser ging 1965 das Gymnasium Sulzbach-Rosenberg hervor. Die letztmalige Namensänderung zu Herzog-Christian-August-Gymnasium Sulzbach-Rosenberg erfolgte 1985.

## Beschreibung
Im Kern besteht das Gymnasium aus einem quadratischen zweistöckigen Zentralgebäude mit Innen- und Außenhof sowie einem Anbau plus Sporthalle. Zur Schule gehören eine Mensa, Mittagsbetreuung und eine Ganztagsschule.
Die Schule bietet individuelle Förderungen in verschiedenen Fächern an, dazu Wahlfächer und Arbeitsgemeinschaften. Außerdem besitzt es eine Big Band. Für die 5. Jahrgangsstufe finden Kennenlerntage auf der Burg Trausnitz statt.

## Partnerschaften
Mit dem naturwissenschaftlich-technologischen Schulzweig ist das Gymnasium Mitglied im nationalen MINT-EC (Excellence-Center an Schulen)-Netzwerk. Außerschulische Aktivitäten führt dieser Zweig beispielsweise mit den Kooperationspartnern Fraunhofer-Institut für Umwelt-, Sicherheits- und Energietechnik (Fraunhofer UMSICHT) und der Ostbayerischen Technischen Hochschule Amberg-Weiden (OTH-AW) durch.
Am sprachlichen Schulzweig können die international anerkannten CAE- und DELF-Sprachzertifikate erworben werden.

## Partnerschulen
Das Herzog-Christian-August-Gymnasium ist Partnerschule zu:
- Borrisokane Community College in Borrisokane
- Collège Episcopal de Zillisheim in Zillisheim
- Gymnázium Rumburk in Rumburk
- Gymnázium Čáslav in Čáslav

## Bekannte Lehrer
- Richard Reisinger (* 1964), Lehrer für Englisch und Französisch
- Hans Wuttig (1932–2021), Lehrer für Kunsterziehung

## Bekannte Schüler
- Edda Göring (1938 – 2018), Schülerin von 1948 bis 1951[6]